# 広栄交通バス
 広栄交通バス（こうえいこうつうバス）は、埼玉県で貸切バス・高速バス事業を展開する運輸事業者である。

## 沿革
- 1979年2月…個人事業として創業。
- 1987年2月…広栄交通バス有限会社として法人化。
- 1995年3月…広栄交通バス株式会社に組織改組。
- 2013年7月…大阪支店開設。一般乗合旅客自動車運送業認可。翌月8月1日より、従来運行していた都市間ツアーバス「ブルーライナー」が高速乗合バスに移行。

## 高速乗合バス

### ブルーライナー
埼玉県・東京都を起点に、関西方面の路線を6系統運行。乗車券の販売総代理店はブルーストーク。高速乗合バス移行前はOK商事（現:ブルーストーク）が主催する都市間ツアーバスであった経緯から、ブルーストークの高速バスのブランド名「ブルーライナー」を名乗っている。一部便は武陽観光バスが運行。Dは欠番となっている。
- A便
  - 大宮駅・バスタ新宿・横浜駅・BUSTLE海老名 - 高速長岡京・大阪梅田・天王寺・ユニバーサルスタジオジャパン
- B便
  - 川越駅・バスタ新宿・バスターミナル東京八重洲 - 長岡京・大阪梅田・神戸三宮
- C便
  - 大宮駅・バスタ新宿 - 高速長岡京・大阪梅田・天王寺・ユニバーサルスタジオジャパン
- E便
  - 大宮駅・バスタ新宿 - 大阪梅田・天王寺
- F便
  - 大宮駅・バスタ新宿・八王子駅 - 京都駅・大阪梅田・天王寺
- EX便
  - 大宮駅・バスターミナル東京八重洲 - 大阪梅田・天王寺

### ナイトライナーα
- 大宮・新宿・八王子 - 京都・大阪梅田・天王寺
  - 東京富士交通が運行するブランドであるが、受託運行を経て共同運行の形となる。

### 川越〜ふかや花園プレミアム・アウトレット
- 川越駅 - ふかや花園プレミアム・アウトレット
  - 2022年10月20日にふかや花園プレミアム・アウトレットが開業されるのに合わせて運行開始された路線。運行開始当初は、毎日2往復設定され、1便・4便は大宮駅に乗り入れていた（大宮 - 川越 - ふかや花園間）。
  - 2023年12月29日以降は、川越-ふかや花園間土休日1往復のみに減便された。

### ゆめぐり川越・大宮号
- 大宮駅・川越駅 - 高崎駅 - 草津温泉BT・ホテルヴィレッジ
  - ブルーライナーの派生路線「ブルーライナー草津温泉号」として運行を開始（ただし、中距離のため、他のブルーライナーとは異なり、夜行ではなく昼行(1台で1日1往復)）。
  - ジェイアールバス関東株式会社（JRバス関東）とのアライアンス契約を締結したことに伴い、2025年2月1日より、同社の「ゆめぐり号」ラインナップに編入された。これにより、現名称に変更するとともに、使用車両がJRバス関東車両デザインベースの専用車両に置き換えられ（ただし広栄交通バスオリジナル車両で代走することも少なくない）、乗車券のインターネット販売がばすのる.jpでの取扱を停止して高速バスネットに移行された（このアライアンスは、JRバス関東が支援するというもので、少なくともリニューアル時点では共同運行路線化などの予定はなく、広栄交通バス単独の路線として維持され、時刻・経路・本数にもほぼ変更はない）[1][2]。

## 事業所
- 本社
  - 埼玉県坂戸市小沼292-1
- 川越営業所
  - 埼玉県川越市宮下町2-10-31
- 群馬営業所
  - 群馬県伊勢崎市堀下町535-6
- 大阪支店
  - 大阪府大阪市北区豊崎5-6-1 北梅田大宮ビル9階

- 大阪営業所
  - 大阪府大阪市港区弁天6-5-12 つた家105号

## 車両
日野自動車・三菱ふそう製が中心。高速バス専用車両のうち、「ブルーライナー」用として4列シート・電源コンセント装備ハイデッカー車を、「ナイトライナーα」は3列シート・化粧室付車両を保有。